# Донецький експериментальний ремонтно-механічний завод

Донецький експериментальний ремонтно-механічний завод — відкрите акціонерне товариство (ВАТ «ДонЕРМ»). Засноване у вересні 1925 року на базі майстерень шахти 4-4біс, як ремонтна база тресту «Сталіншахтобуд».

## Загальні відомості
Спеціалізується на виробництві металевого аркового кріплення, металоконструкцій, нестандартизованого обладнання, запасних частин гірничошахтного, будівельного та іншого обладнання, відцентрових насосів К20/30, К45/55, причепів вантажопідйомністю 60 тонн. Має ливарне і ковальсько-пресове виробництво. Ремонтує гірничошахтне та електротехнічне обладнання.
Є єдиним виробником та постачальником в Україні жорсткого коробчатого армування (розстріли, провідники) для шахтних стовбурів, пересувного прохідницького обладнання (компресорні станції, котельні установки тощо). Поставляє продукцію в країни СНД, Індію, Іран, Іспанію та ін.
Чисельність робітників на заводі (1999) — 660 осіб.

## Історія
Від 1952 року — Рудоремонтний завод, з 1980 року — Донецький експериментальний ремонтно-механічний завод, а з 1994 року — ВАТ ДонЕРМ.
1998 року підприємство було перереєстровано у відкрите акціонерне товариство з колективною формою власності.

## Опис потужностей
Підприємство займає ділянку в 18,3 га. Під виробничими цехами зайнято 30831 кв.м, під складськими приміщеннями 15392 кв.м.
Максимальна потужність виробничих цехів з випуску головних видів продукції:
- буд. металеві конструкції-до 8 тис. т на рік,
- металево-аркове кріплення-до 72 тис. т на рік,
- сталеве лиття-до 1,2 тис. т на рік,
- чавунне лиття-до 0,7 тис. т на рік.

Адреса: 83023 Україна, Донецьк, пр. Павших Комунарів, 104.